# Guarda municipal (Brasil)
No Brasil, as Guardas Municipais são instituições de segurança pública municipal que tem por finalidade exercer atividades de segurança urbana, inclusive, com o policiamento ostensivo comunitário com a finalidade de proteção de pessoas, bens, serviços e instalações públicas dentro de um município. As instituições são subordinadas ao chefe do executivo municipal e sua atividade policial é fiscalizada pelo Ministério Público. Conforme o Estatuto da Guarda Municipal, é admitido o uso de outros nomes consagrados pelo uso, como por exemplo Guarda Civil Metropolitana, Guarda Metropolitana e Guarda Civil.
De acordo com o Fórum Brasileiro de Segurança Pública (FBSP) e com o Instituto Brasileiro de Geografia e Estatística (IBGE), as guardas municipais, atualmente, estão presentes em 1.467 municípios, totalizando um efetivo de mais de 100 mil agentes – com São Paulo e Rio de Janeiro concentrando 45% do contingente –, sendo assim a terceira maior força de segurança pública do país, atrás somente das Polícias Militares e Polícias Civis.

## Histórico
Em 10 de outubro de 1831, ainda na época do Brasil Império, foi promulgada a lei de criação do corpo permanente da antiga Guarda Municipal do Rio de Janeiro com a finalidade de "manter a tranquilidade e auxiliar a justiça", autorizando também que outras províncias criassem a sua Guarda Municipal. Ao decorrer do tempo, com a chegada da República, o Exército Brasileiro começou a desencorajar que existissem instituições armadas no país sem controle militar, momento em que algumas guardas foram extintas ou assimiladas como forças estaduais com estrutura militar, como por exemplo a antiga Guarda Civil do Estado de São Paulo, sendo que posteriormente estas instituições foram vinculadas como força auxiliar do Exército dando origem ao que conhecemos hoje como Polícia Militar. Com o fim da ditadura militar brasileira em 1985 e a promulgação da Constituição em 1988, as guardas municipais voltaram a surgir com o caráter de "guarda patrimonial", contudo, na atualidade, o dispositivo constitucional, através de mutação constitucional, é compreendido de forma a ampliar as atuações da guarda municipal como órgão policial responsável pela segurança pública municipal.
De acordo com a lei federal nº 5.088, de 31 de Agosto de 1966, fica instituído o “Dia do Guarda Civil” a ser comemorado no dia 3 de setembro de cada ano.

## Constitucionalidade
As guardas municipais utilizam-se do poder de polícia delegado aos municípios através do artigo nº 144, parágrafo 8º da Constituição brasileira de 1988 do Estatuto das Guardas Municipais (Lei Federal 13.022/2014) e da Lei que institui o Sistema Único de Segurança Pública (SUSP) que disciplina a organização e funcionamento dos órgãos de segurança pública (Lei Federal 13.675/2018) ao afirmar que as guardas municipais são órgãos integrantes operacionais do Sistema Único de Segurança Pública (art. 9º, § 1º, inciso VII).
Em agosto de 2023, o Supremo Tribunal Federal (STF) julgou a ADPF 995 que estabeleceu de maneira irrevogável que as guardas civis municipais são órgãos de segurança pública e fazem parte do sistema de segurança pública, equiparando-as às demais forças policiais. Tal medida tornou inválidas quaisquer decisões judiciais que possam eventualmente questionar ou retirar essa natureza policial das guardas municipais. A determinação ocorreu algumas semanas após a Suprema Corte confirmar a constitucionalidade do Estatuto Geral das Guardas Municipais através da ADI 5780 que teve a federação nacional de sindicatos de guardas municipais como participante na condição de amicus curiae e apresentou subsídios para o voto do relator que foi seguido de maneira unânime pelos demais ministros do STF, sendo o placar final de 10x0 pela constitucionalidade do estatuto geral das guardas municipais e estabeleceu que, na qualidade de órgãos de segurança pública, as guardas municipais estão autorizadas a desempenhar atividades inerentes à segurança pública, incluindo policiamento preventivo, abordagens e revistas pessoais, além da conservação da ordem pública no exercício de suas atribuições.
Mesmo após o julgamento da ADPF, o Superior Tribunal de Justiça (STJ) voltou a realizar decisões que anulavam a atuação policialesca das guardas, justificando que a busca pessoal e veicular realizada poderiam ser realizadas de forma excepcionalíssima, apenas se tivessem relação com a proteção de bens, serviços e instalações públicas. Contudo, em recentes decisões, o STF cassou diversas decisões do STJ nesse sentido, decidindo de forma definitiva que a atuação das guardas municipais não precisam estar estritamente vinculadas à proteção do patrimônio público, uma vez que essas corporações não podem ser tolhidas como órgãos de segurança pública municipal.
Em fevereiro de 2025, o Supremo Tribunal Federal (STF) julgou o tema de repercussão geral nº 656, em que a discussão jurídica estava na questão "Lei municipal pode permitir que as guardas municipais atuem no policiamento urbano?". Após o julgamento, a maioria dos ministros seguiram o voto do relator, o Ministro Luiz Fux, para fixar a tese final, onde ficou estabelecido que " É constitucional, no âmbito dos municípios, o exercício de ações de segurança urbana pelas guardas municipais, inclusive policiamento ostensivo comunitário, respeitadas as atribuições dos demais órgãos de segurança pública previstos no artigo 144 da Constituição Federal e excluída qualquer atividade de polícia judiciária, sendo submetidas ao controle externo da atividade policial pelo Ministério Público, nos termos do artigo 129, inciso 7, da Constituição Federal. Conforme o artigo 144, parágrafo 8º, da Constituição, as leis municipais devem observar normas gerais fixadas pelo Congresso Nacional.". Dessa forma, através de uma mutação constitucional da Constituição Federal, foi definitivamente estabelecido que Guarda Municipal é um órgão de polícia, podendo realizar prisão de pessoas em flagrante delito ou realizar buscas pessoais ou veiculares caso possuam a fundada suspeita.